# آثار الارتفاعات الشاهقة على البشر

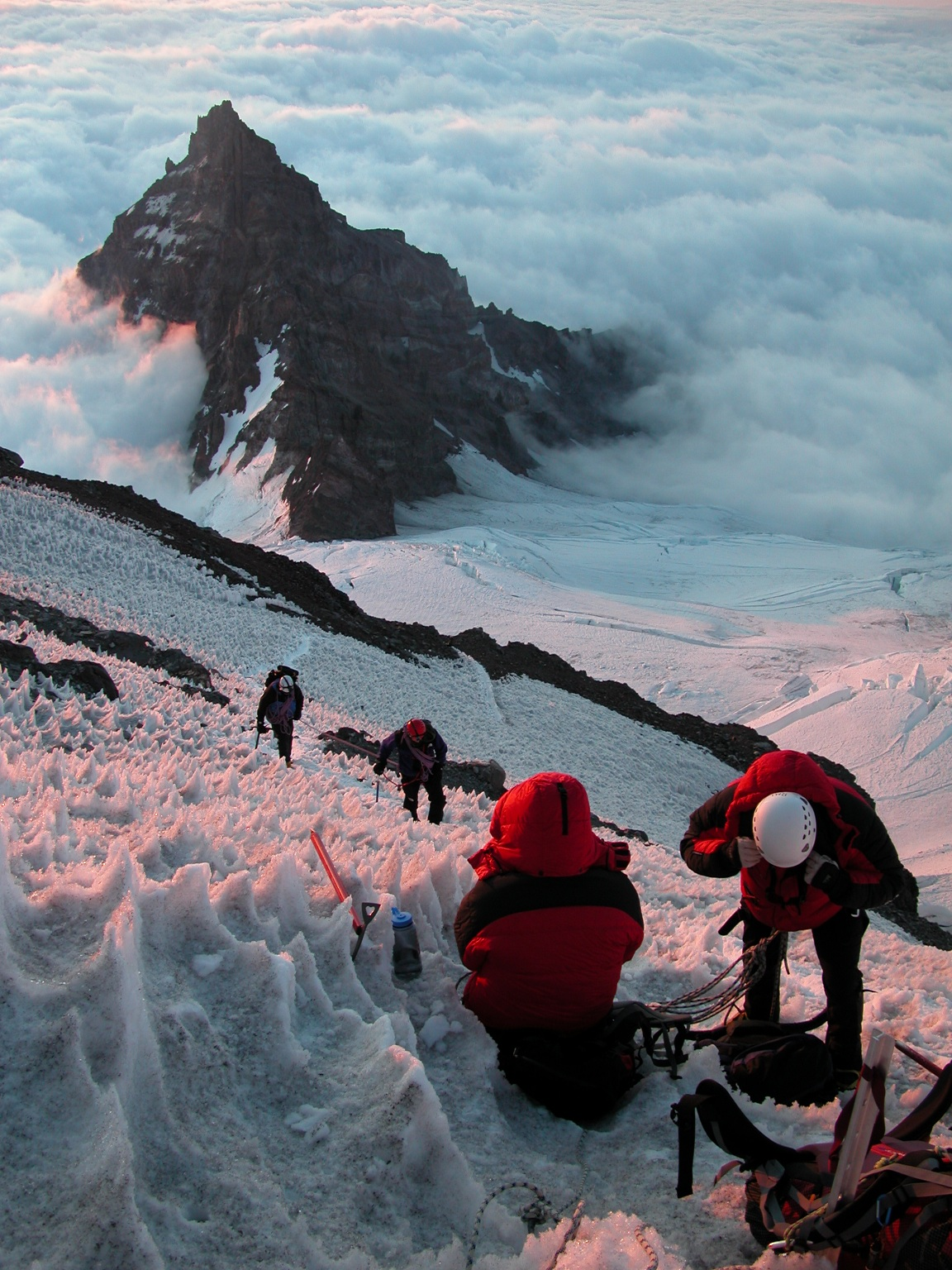

تتعدد آثار الارتفاعات الشاهقة على البشر. تحدد نسبة تشبع الأكسجين في الهيموغلوبين محتوى الأكسجين في الدم. يبدأ تشبع الأكسجين في جسم الإنسان بعد وصوله إلى ارتفاع نحو 2100 متر (7000 قدم) فوق مستوى سطح البحر في الانخفاض بسرعة. ومع ذلك يملك جسم الإنسان تكيفات قصيرة وطويلة الأجل مع الارتفاع ما يسمح له بالتعويض جزئيًا عن نقص الأكسجين. هناك حدود لمستوى التكيف، يسمي متسلقو الجبال الارتفاعات التي تزيد عن 8000 متر (26000 قدم) مناطق الموت، حيث يُعتقد عمومًا أنه لا يمكن لأي جسم بشري التأقلم هناك.

## الآثار تبعًا للارتفاع
يمكن أن يكون أداء جسم الإنسان أفضل عند مستوى سطح البحر حيث يكون الضغط الجوي 101325 باسكال أو 1013.25 ميلي بار (أو 1 ضغط جوي). يبلغ تركيز الأكسجين في الهواء عند مستوى سطح البحر 20.9٪، وبالتالي فإن الضغط الجزئي للأكسجين هو 21.136 كيلو باسكال. يشبع هذا الضغط هيموغلوبين خلايا الدم الحمراء في الأفراد الأصحاء بالأكسجين.
يتناقص الضغط الجوي بشكل كبير مع الارتفاع بينما يبقى مستوى الأكسجين ثابتًا حتى ارتفاع نحو 100 كم، وبالتالي فإن الضغط الجزئي للأكسجين يتناقص بشكل كبير مع الارتفاع أيضًا، ويبلغ نحو نصف قيمته عند مستوى سطح البحر عند الوصول لارتفاع 5000 متر (16000 قدم) وهو ارتفاع معسكر قاعدة إفرست، والثلث فقط على ارتفاع 8488 متر (29029 قدم) على قمة جبل إفرست. يستجيب الجسم عند هبوط الضغط الجزئي للأكسجين بتأقلم الارتفاع.
يصنف طب الجبال ثلاثة مجالات للارتفاع تعكس كمية انخفاض الأكسجين في الجو:
- علو مرتفع = بين 1500 و3500 متر (4900 -11500 قدم)
- علو مرتفع جدًا = بين 3500 و5500 متر (11500-18000 قدم)
- الارتفاع الشاهق = فوق 5500 متر (18000 قدم)

يمكن أن يؤدي الوجود في كل مجال من هذه المجالات المرتفعة إلى مشاكل طبية، مثل الأعراض الخفيفة لداء المرتفعات والوذمة الرئوية والوذمة الدماغية. أي كلما زاد الارتفاع زاد الخطر.
تشير الأبحاث أيضًا إلى ارتفاع خطر حدوث تلف دائم في الدماغ عند الأشخاص الذين يسافرون إلى ارتفاعات قصوى فوق 5500 متر.
عادة ما يقوم الأطباء الموجودون في البعثات بتخزين كمية من الديكساميثازون لعلاج هذه الحالات على الفور.
نجا البشر لمدة عامين على ارتفاع 5950 مترًا (19520 قدمًا حيث يقدر الضغط الجوي بـ 475 ميلي بار)، وهو أعلى ارتفاع مسجل عاش به البشر بشكل دائم، تقع لا رينكونادا أعلى مستوطنة دائمة معروفة على ارتفاع 5100 متر (16700 قدم).
يصبح النوم صعبًا للغاية على ارتفاعات عالية فوق 7500 متر (24600 قدمًا وضغط جوي 383 ميلي بار) ويكاد يكون هضم الطعام مستحيلًا، ويزداد خطر الإصابة بالوذمة الرئوية والوذمة الدماغية بشكل كبير.

### منطقة الموت
ظهرت منطقة الموت في علم تسلق الجبال لأول مرة في عام 1953 بواسطة الطبيب السويسري إدوارد ويس -دونانت. وتدل على ارتفاعات أعلى من مستوى محدد تكون فيها كمية الأكسجين غير كافية للحفاظ على حياة الإنسان لفترة زمنية ممتدة. حددت هذه النقطة عمومًا على ارتفاع 8000 متر (26000 قدم أي ضغط جوي أقل من 356 ميلي بار). تقع جميع القمم الجبلية الأربع عشرة الموجودة في منطقة الموت فوق 8000 متر في سلاسل جبال الهيمالايا وقراقرم.
نجمت العديد من الوفيات خلال تسلق الجبال على ارتفاعات عالية بسبب آثار منطقة الموت، إما بشكل مباشر بسبب تعطل الوظائف الحيوية أو بشكل غير مباشر بسبب القرارات الخاطئة المتخذة تحت الظروف الصعبة والضعف الجسدي والتي تؤدي إلى وقوع حوادث. لا يستطيع الجسم البشري التأقلم في منطقة الموت. إن المكوث الطويل في منطقة الموت دون الأكسجين الإضافي سيؤدي إلى تدهور الوظائف الجسدية وفقدان الوعي والموت في النهاية.
اختُبر جهاز الأكسجين ذو الدائرة المفتوحة في البعثات البريطانية لجبل إفرست في عامي 1922 و1924، ولم يستخدَم الأكسجين المعبأ في زجاجات مثل عام 1921.
استخدمت أول مجموعة مؤلفة من توم بورديلون وتشارلز إيفانز في عام 1953 جهاز أكسجين مغلق الدائرة. استخدمت المجموعة الثانية (الناجحة) المؤلفة من إد هيلاري وتينزينج نورجاي جهاز أكسجين ذا دائرة مفتوحة، قال هيلاري بعد مضي عشر دقائق في التقاط الصور الفوتوغرافية للقمة دون ارتداء أجهزة الأكسجين: «أصبحت أصابعي باردة وأصبحت بطيء الحركة». درس عالم الفيزيولوجيا جريفيث بوغ في عامي 1952 و1953 آثار البرد والارتفاع، وأوصى بالبقاء فوق 15000 قدم (4600 متر) لمدة 36 يومًا على الأقل للتأقلم واستخدام معدات الأكسجين ذات الدائرة المغلقة. أجرى راينهولد ميسنر وبيتر هابلر أول رحلة صعود لجبل إفرست دون أكسجين إضافي في عام 1978.

### الآثار طويلة الأمد
أظهرت الدراسات اعتبارًا من عام 1998 وجود نحو 140 مليون شخص يعيشون على ارتفاعات تزيد عن 2500 متر (8200 قدم) تكيفوا مع مستويات الأكسجين المنخفضة. إن هذه التكيفات واضحة بشكل كبير لدى الأشخاص الذين يعيشون في جبال الأنديز وجبال الهيمالايا. يملك سكان جبال الأنديز والهملايا الأصليين عملية أكسجة أفضل عند الولادة وأحجام رئة أكبر طوال حياتهم وقدرة أعلى على ممارسة الرياضة مقارنةً بالوافدين الجدد المتأقلمين. يظهر سكان التبت زيادة دائمة في تدفق الدم الدماغي وانخفاض تركيز الهيموغلوبين وهم أقل عرضة للإصابة بأمراض الجبال المزمنة (CMS). قد تعكس هذه التغيرات تاريخ السكان الطويل في هذه المناطق المرتفعة.
لوحظ انخفاض معدل الوفيات بسبب أمراض القلب والأوعية الدموية لدى المقيمين في المناطق المرتفعة. وتوجد علاقة بين الصعود والاستجابة إذ تقلل زيادة الارتفاع من انتشار السمنة في الولايات المتحدة الأمريكية. في المقابل إن الأشخاص الذين يعيشون على ارتفاعات أعلى لديهم معدل انتحار أكبر في الولايات المتحدة الأمريكية. وُجدت العلاقة بين زيادة الارتفاع ومعدل الانتحار حتى عندما غير الباحثون في عوامل مسببات الانتحار المعروفة مثل العمر والجنس والعرق والدخل. أشارت الأبحاث أيضًا إلى عدم احتمال كون مستويات الأكسجين عاملاً في ذلك، مع الأخذ بعين الاعتبار عدم وجود أي مؤشر على زيادة الاضطرابات المزاجية في الارتفاعات العالية لدى من يعانون من توقف التنفس أثناء النوم أو لدى المدخنين. وبذلك يكون سبب زيادة خطر الانتحار غير معروف حتى الآن.

## التأقلم
يمكن للجسم البشري أن يتكيف مع الارتفاعات العالية من خلال التأقلم الفوري طويل الأمد. يستشعر الجسد على المدى القصير نقص الأكسجين في الارتفاعات العالية بواسطة الأجسام السباتية، ما يؤدي إلى زيادة في عمق التنفس وارتفاع معدل ضغط الدم. ومع ذلك يؤثر ارتفاع ضغط الدم أيضًا بشكل سلبي على القلاء التنفسي، إذ يمنع مركز التنفس من تعزيز معدل التنفس بالقدر المطلوب. يمكن أن تكون عدم القدرة على زيادة معدل التنفس بسبب عدم كفاية استجابة الجسم السباتي أو مرض رئوي أو كلوي.
وبالإضافة إلى ذلك ينبض القلب بشكل أسرع على الارتفاعات العالية. ينخفض حجم النفضة القلبية قليلاً، وتتوقف وظائف الجسم غير الأساسية ما يؤدي إلى انخفاض كفاءة هضم الطعام (إذ يعطل الجسم الجهاز الهضمي لزيادة موارد القلب والرئة).